# Награды Саратовской области
Награды Саратовской области — наградная система субъекта Российской Федерации — Саратовской области, утверждённая Губернатором Саратовской области согласно Закону Саратовской области от 26 октября 1999 года № 51-ЗСО «О почётных званиях Саратовской области и наградах органов государственной власти Саратовской области».
Награды Саратовской области являются формой поощрения граждан, организаций и городов Саратовской области Губернатором Саратовской области и органами государственной власти Саратовской области за особый вклад в экономическое, социальное и культурное развитие, благотворительную деятельность, а также иные заслуги перед Саратовской областью.
Награды Саратовской области призваны стимулировать трудовую и общественную активность населения Саратовской области.

## Перечень наград

### Высшие награды
| Изображение награды                 | Наименование награды                            | Дата учреждения     | Правила награждения | Источник |
| ----------------------------------- | ----------------------------------------------- | ------------------- | --- | --- |
| Нагрудный знак Почётного гражданина | Звание «Почётный гражданин Саратовской области» | 9 июля 1997 года    | Звание «Почётный гражданин Саратовской области» является высшей наградой Саратовской области, учреждаемой в целях признания выдающихся заслуг и достижений граждан, внёсших значительный вклад в развитие экономики, производства, науки, образования, культуры, здравоохранения, физической культуры и спорта, государственной гражданской службы области, муниципальной службы в области, осуществляющих патриотическое воспитание молодежи, активную благотворительную деятельность, проявивших личное мужество и героизм при исполнении гражданского долга по защите Отечества, прав и свобод человека. Звание присваивается Саратовской областной Думой персонально, пожизненно гражданам Российской Федерации, иностранным гражданам, лицам без гражданства и не может быть отозвано. Лицу, удостоенному звания, вручается грамота Почётного гражданина Саратовской области, лента Почётного гражданина Саратовской области и нагрудный знак Почётного гражданина Саратовской области, выдается специальное удостоверение. Основаниями для, присвоения звания Почётный гражданин являются: - долговременная и устойчивая известность среди жителей области на почве эффективной благотворительной деятельности; - совершение мужественных героических поступков во благо области и ее жителей; - авторитет лица у жителей области, обретённый длительной общественной, культурной, научной, политической, хозяйственной, а также иной деятельностью с выдающимися результатами для Российской Федерации и области. Почётные граждане Саратовской области пользуются льготами и преференциями. Им назначается ежемесячная выплата на основании федеральных законов. | Закон Саратовской области от 9 июля 1997 года «О Почётном гражданине Саратовской области» (с изменениями на 27 июля 2022 года) |
|                                     | Почётный знак Губернатора Саратовской области   | 19 апреля 2018 года | Почётный знак Губернатора Саратовской области является высшей формой поощрения физических лиц и юридических лиц (филиала юридического лица) за выдающиеся заслуги и достижения в экономике, промышленности, строительстве, сельском хозяйстве, науке, образовании, культуре, охране здоровья, жизни и прав граждан, благотворительной деятельности и иные заслуги перед Саратовской областью. Почётным знаком могут награждаться граждане Российской Федерации, иностранные граждане, лица без гражданства, а также юридические лица (филиал юридического лица). Почётным знаком награждаются физические лица, имеющие стаж работы в отрасли не менее 5 лет, юридические лица (филиал юридического лица), осуществляющие деятельность в отрасли не менее 5 лет. Независимо от стажа работы награждаются граждане, проявившие личное мужество и высокопрофессиональное мастерство при спасении людей, техники, объектов в чрезвычайных ситуациях и при ликвидации их последствий. Обязательным условием награждения Почётным знаком юридических лиц (филиала юридического лица) и их руководителей является отсутствие задолженности по выплате заработной платы и по уплате налогов, сборов, пеней и штрафов за нарушение законодательства Российской Федерации о налогах и сборах. | Постановление Губернатора Саратовской области от 19.04.2018 г. № 189 «О Почётном знаке Губернатора Саратовской области»        |

### Почётные звания
| Изображение награды                       | Наименование награды                | Дата учреждения      | Правила награждения | Источник |
| ----------------------------------------- | ----------------------------------- | -------------------- | --- | --- |
| Типовой нагрудный знак к почётным званиям | Почётные звания Саратовской области | 28 декабря 2022 года | Почетные звания Саратовской области являются высшей формой поощрения в Саратовской области за особые заслуги, способствующие социально-экономическому, культурному развитию, росту благосостояния населения и повышению авторитета области. Почётных званий Саратовской области могут быть удостоены граждане Российской Федерации, иностранные граждане, лица без гражданства, а также города Саратовской области. Учреждение и упразднение почётных званий Саратовской области производятся законами Саратовской области. Закон Саратовской области об учреждении почётного звания Саратовской области, за исключением почётного звания, присваиваемого городу Саратовской области, содержит условия присвоения почётного звания Саратовской области, изображение и описание грамоты, ленты, нагрудного знака к почётному званию, специального удостоверения, правила ношения, а также льготы и преимущества, предоставляемые награждённым, и иные положения. Закон Саратовской области об учреждении почётного звания Саратовской области, присваиваемого городам Саратовской области, содержит условия присвоения почётного звания Саратовской области, описание грамоты и иные положения. | Закон Саратовской области от 26 октября 1999 года № 51-ЗСО «О почётных званиях Саратовской области и наградах органов государственной власти Саратовской области» (с изменениями на 2 июня 2021 года) |

### Награды Губернатора Саратовской области
| Изображение награды | Наименование награды                                                      | Дата учреждения      | Правила награждения | Источник |
| ------------------- | ------------------------------------------------------------------------- | -------------------- | --- | --- |
|                     | Почётный знак «За достойное воспитание детей»                             | 3 июля 2008 года     | Критериями определения кандидатур для представления к награждению Почетным знаком являются: для матерей, отцов (в том числе усыновителей), опекунов (попечителей), воспитателей приемных семей: успехи детей в учебе, творчестве, работе; развитие лучших семейных традиций; активное участие в районных и областных конкурсах семейного творчества; наличие областных и районных поощрений и наград за достойное воспитание детей; активное участие в общественной жизни города, района; для сотрудников учреждений социального обслуживания населения, образования, здравоохранения, культуры, физической культуры и спорта: наличие ведомственных поощрений, разработка авторских методик, проектов, внедрение инновационных технологий работы с семьей и детьми; наличие среди воспитанников и учеников победителей и призеров областных, республиканских, всероссийских и международных конкурсов, соревнований, олимпиад. При представлении кандидатуры к награждению учитывается один из перечисленных критериев. Почётным знаком награждаются лица, проживающие на территории Саратовской области. Повторное награждение Почетным знаком не производится. При представлении к награждению Почетным знаком матерей, отцов (в том числе усыновителей), опекунов (попечителей), воспитателей приемных семей учитываются дети (независимо от возраста), погибшие при исполнении воинского, гражданского и служебного долга или при спасении человеческой жизни. Ежегодно вручается не более 20 (двадцати) Почетных знаков | Постановление Губернатора Саратовской области от 03.07.2008 г. № 95 «Об учреждении Почётного знака Губернатора Саратовской области „За достойное воспитание детей“»                                       |
|                     | Почётный знак «За отличие в учёбе»                                        | 6 мая 2014 года      | Почётным знаком награждаются выпускники образовательных организаций, находящихся на территории Саратовской области. Критериями определения кандидатур для представления к награждению Почетным знаком являются: полугодовые, годовые и итоговые отметки «отлично» по всем общеобразовательным предметам учебного плана образовательной программы среднего общего образования; результат единого государственного экзамена по каждому сданному предмету не ниже 70 баллов. | Постановление Губернатора Саратовской области от 06.05.2014 г. № 129 «Об учреждении Почётного знака Губернатора Саратовской области „За отличие в учёбе“»                                                 |
|                     | Почётный знак «За любовь к родной земле»                                  | 12 октября 2017 года | Почётным знаком могут награждаться граждане Российской Федерации, иностранные граждане, лица без гражданства, а также юридические лица (филиал юридического лица). | Постановление Губернатора Саратовской области от 12.10.2017 г. № 330 «Об учреждении Почётного знака Губернатора Саратовской области „За любовь к родной земле“»                                           |
|                     | Почётный знак «За наставничество»                                         | 29 октября 2018 года | Почётный знак Губернатора Саратовской области «За наставничество» является формой поощрения лучших наставников молодежи из числа высококвалифицированных работников промышленности и сельского хозяйства, транспорта, связи, сферы строительства и жилищно-коммунального хозяйства, архитектуры и градостроительства, иных видов экономической деятельности, инженерно-технических работников, государственных и муниципальных служащих, учителей, преподавателей и других работников образовательных организаций, врачей и других работников медицинских и фармацевтических организаций, работников культуры и деятелей искусства за личные заслуги на протяжении не менее трех лет: в содействии молодым рабочим, специалистам и служащим, в том числе молодым представителям творческих профессий, в успешном овладении ими профессиональными знаниями, навыками и умениями, в их профессиональном становлении; в приобретении молодыми рабочими, специалистами и служащими опыта работы по специальности, формировании у них практических знаний и навыков; в оказании постоянной и эффективной помощи молодым рабочим, специалистам и служащим в совершенствовании форм и методов работы; в проведении действенной работы по воспитанию молодых рабочих, специалистов и служащих, повышению их общественной активности и формированию гражданской позиции. Почётным знаком могут награждаться граждане Российской Федерации, иностранные граждане, лица без гражданства. Обязательным условием награждения Почётным знаком руководителей юридических лиц является отсутствие задолженности по выплате заработной платы и по уплате налогов, сборов, пеней и штрафов за нарушение законодательства Российской Федерации о налогах и сборах. | Постановление Губернатора Саратовской области от 29.10.2018 г. № 499 «О Почётном знаке Губернатора Саратовской области „За наставничество“»                                                               |
|                     | Почётный знак «За мужество и отвагу»                                      | 15 декабря 2022 года | Почётным знаком могут награждаться граждане Российской Федерации, а также иностранные граждане и лица без гражданства, проявившие самоотверженность, мужество и отвагу при спасении граждан Российской Федерации в чрезвычайных ситуациях и условиях, сопряженных с риском для жизни. Награждение Почетным знаком может быть произведено посмертно. Почётный знак и удостоверение к нему умерших награжденных лиц и лиц, награжденных посмертно, передаются (вручаются) для хранения членам семьи и иным близким родственникам награжденного как память (без права ношения наград). | Постановление Губернатора Саратовской области от 15.12.2022 г. № 477 «О Почётном знаке Губернатора Саратовской области „За мужество и отвагу“»                                                            |
|                     | Юбилейный знак «В ознаменование 80-летия образования Саратовской области» | 1 февраля 2016 года  | Юбилейный нагрудный знак вручается лицам, внесшим наиболее значительный вклад в социально-экономическое развитие области. | Постановление Губернатора Саратовской области от 01.02.2016 г. № 25 "Об учреждении юбилейного нагрудного знака Губернатора Саратовской области «В ознаменование 80-летия образования Саратовской области» |
|                     | Медаль «За содействие специальной военной операции»                       | 12 февраля 2024 года | Медалью могут награждаться граждане Российской Федерации, а также иностранные граждане и лица без гражданства, коллективы организаций (юридические лица) за: добровольческую (волонтерскую), благотворительную деятельность, гуманитарную и иную помощь в российском нападении на Украину; содействие и всестороннюю поддержку, оказанную участникам российского вторжения на Украину и населению на территориях Донецкой Народной Республики, Луганской Народной Республики, Херсонской и Запорожской областей Украины; за выполнение работ (оказание услуг) по обеспечению жизнедеятельности населения и (или) восстановлению объектов инфраструктуры Донецкой Народной Республики, Луганской Народной Республики, Херсонской и Запорожской областей Украины; за большой вклад в развитие, укрепление деловых и дружественных связей между Саратовской областью и Донецкой Народной Республикой, Луганской Народной Республикой, Херсонской и Запорожской областями Украины. | Постановление Губернатора Саратовской области от 12.02.2024 г. № 25 «О медали Губернатора Саратовской области „За содействие специальной военной операции“»                                               |

## Упразднённые награды

### Упразднённые знаки Губернатора Саратовской области
- Почётный знак «За стойкость и выживание»
- Почётный знак «За мужество и героизм»
- Почётный знак «За веру и добродетель»
- Почетный знак «За духовное возрождение»
- Почётный знак «За усердие»
- Нагрудный знак «Надежда Губернии»
- Нагрудный знак «Почётный ветеран»
- Юбилейный нагрудный знак «Фронтовик XX век XXI»
- Юбилейный нагрудный знак «Фронтовик 1941—1945»
- Юбилейный нагрудный знак «50 лет освоения целины»
- Юбилейный нагрудный знак «Труженику тыла 1941—1945»
- Юбилейный нагрудный знак «В ознаменование сорокалетия полёта Ю. А. Гагарина в космос»[3]
- Юбилейный нагрудный знак «Участнику Парада. 60 лет Победы»[3]

## Награды города Саратова
Награды города Саратова — награды используемые (наряду с наградами Саратовской области) для награждения жителей областного центра — города Саратова.
К наградам города Саратова относятся: звание «Почётный гражданин муниципального образования „Город Саратов“», Почётный знак «За заслуги перед Саратовом», Почётная грамота Саратовской городской Думы.
Городские награды являются формой поощрения граждан и организаций за заслуги в экономике, совершенствовании системы городского самоуправления, жилищно-коммунального хозяйства, науке, культуре, спорте, искусстве, военной службе и иные заслуги перед городом Саратовом.
Право учреждения городских наград принадлежит Саратовской городской Думе.
| Изображение награды | Наименование награды                                                                                                  | Дата учреждения                                              | Правила награждения | Источник |
| --- | --- | ------------------------------------------------------------ | --- | --- |
| Нагрудный знак «Почётный гражданин города Саратова» (до 2007 года) Нагрудный знак «Почётный гражданин муниципального образования "Город Саратов"» (с 2007 года) | Звание «Почётный гражданин муниципального образования "Город Саратов"» (ранее — «Почётный гражданин города Саратова») | 21 июня 2001 года --- 31 января 2007 года (крайняя редакция) | Звание «Почётный гражданин муниципального образования "Город Саратов"» учреждено в целях признания выдающихся заслуг граждан перед муниципальным образованием «Город Саратов», поощрения выдающейся личной деятельности, направленной на пользу городского сообщества, обеспечения его благополучия и процветания. Звание Почётного гражданина присваивается Саратовской городской Думой персонально, пожизненно гражданам Российской Федерации, иностранным гражданам, лицам без гражданства. Основанием для присвоения звания Почётного гражданина является долговременная и устойчивая известность среди населения муниципального образования «Город Саратов» в следствие: - совершения героических, мужественных поступков во благо жителей муниципального образования «Город Саратов»; - осуществления благотворительной и меценатской деятельности; - общественной, культурной, научной, политической, производственной, хозяйственной, спортивной деятельности, благодаря которой гражданин обрел широкую известность и авторитет у жителей муниципального образования «Город Саратов»; - внесения вклада в социально-экономическое развитие муниципального образования «Город Саратов», повышение его роли как центра культуры, экономики и науки; - внесения вклада в воспитание подрастающего поколения, формирование у подрастающего поколения чувства патриотизма. Почётные граждане муниципального образования «Город Саратов» пользуются льготами и преференциями. Им назначается ежемесячная материальная помощь. | Решение Саратовской городской Думы от 21 июня 2001 № 8-64 «О Положении о Почётном гражданине города Саратова» --- Решение Саратовской городской Думы от 31 января 2007 года № 14-115 «О Положении о Почётном гражданине муниципального образования "Город Саратов"» |
| | Почётный знак «За заслуги перед Саратовом»                                                                            | 19 июня 2003 года                                            | Почётный знак главы муниципального образования "Город Саратов" «За заслуги перед Саратовом» является формой поощрения за значительный вклад в развитие экономики, производства, строительства, науки, техники, культуры, искусства, здравоохранения, охраны окружающей среды, в воспитание, образование, просвещение, в укрепление законности, в работу по защите жизни и прав граждан, за благотворительную деятельность и выдающиеся заслуги, способствующие развитию местного самоуправления, повышению авторитета муниципального образования «Город Саратов» в Российской Федерации и за рубежом и иные заслуги перед муниципальным образованием «Город Саратов». Почётным знаком могут награждаться граждане Российской Федерации, иностранные граждане, лица без гражданства, а также юридические лица. | Решение Саратовской городской Думы от 19 июня 2003 года № 35-301 «О Почётном знаке мэра города "За заслуги перед Саратовом"» ——— Решение Саратовской городской Думы от 28 февраля 2007 года № 15-133 «О Почётном знаке...»                                          |
| | Почётная грамота Саратовской городской Думы                                                                           | 26 февраля 2004 года                                         | Почётная грамота Саратовской городской Думы является поощрением за проявление мужества и героизма, за заслуги в развитии социально-экономической, производственной сферы города, за плодотворную деятельность в органах местного самоуправления, активную общественную работу, эффективное осуществление мероприятий по обеспечению законности, прав и свобод граждан, за большой вклад в области науки и искусства и другие заслуги перед городом. Почётной грамотой Саратовской городской Думы награждаются граждане Российской Федерации, проживающие на территории муниципального образования «Город Саратов», а также юридические лица, расположенные и зарегистрированные на территории города. | Решение Саратовской городской Думы от 26 февраля 2004 года N 42-407 «О Почётной грамоте Саратовской городской Думы» |